# Enstrom 480
Enstrom 480 — американський легкий багатоцільовий гелікоптер, створений компанією «Enstrom Helicopter Corporation». 

## Опис
Enstrom 480 розроблявся як легкий газотурбінний гелікоптер, конкурент Bell 206B Jet Ranger та MD 500. Для створення Enstrom 480 базою став гелікоптер Enstrom 280FX. Гелікоптер виконаний з легких сплавів, має трилопатевий несучий гвинт та дволопатеве кермо, шасі не прибирається. У кабіні може розміститися п'ять осіб за схемою 2 + 3. 
Вся кінематика гелікоптер виконана з урахуванням жорстких вимог безпеки: двигун та редуктор встановлені за кабіною нижче рівня підлоги, що дозволяє навіть при аварійній посадці екіпажу і пасажирам вберегтись від поранень об вузли та агрегати. Enstrom 480 відноситься до класу «А» з авіаційної безпеки. 
У 1994 році гелікоптер отримав сертифікат FAA стандарту FAR 27. 
Enstrom 480 використовується: як особистий транспорт, навчальний, патрульний гелікоптер правоохоронних органів, патрулювання ліній електропередач та трубогонів, аерофотознімання, вантажоперевезень, транспортний.

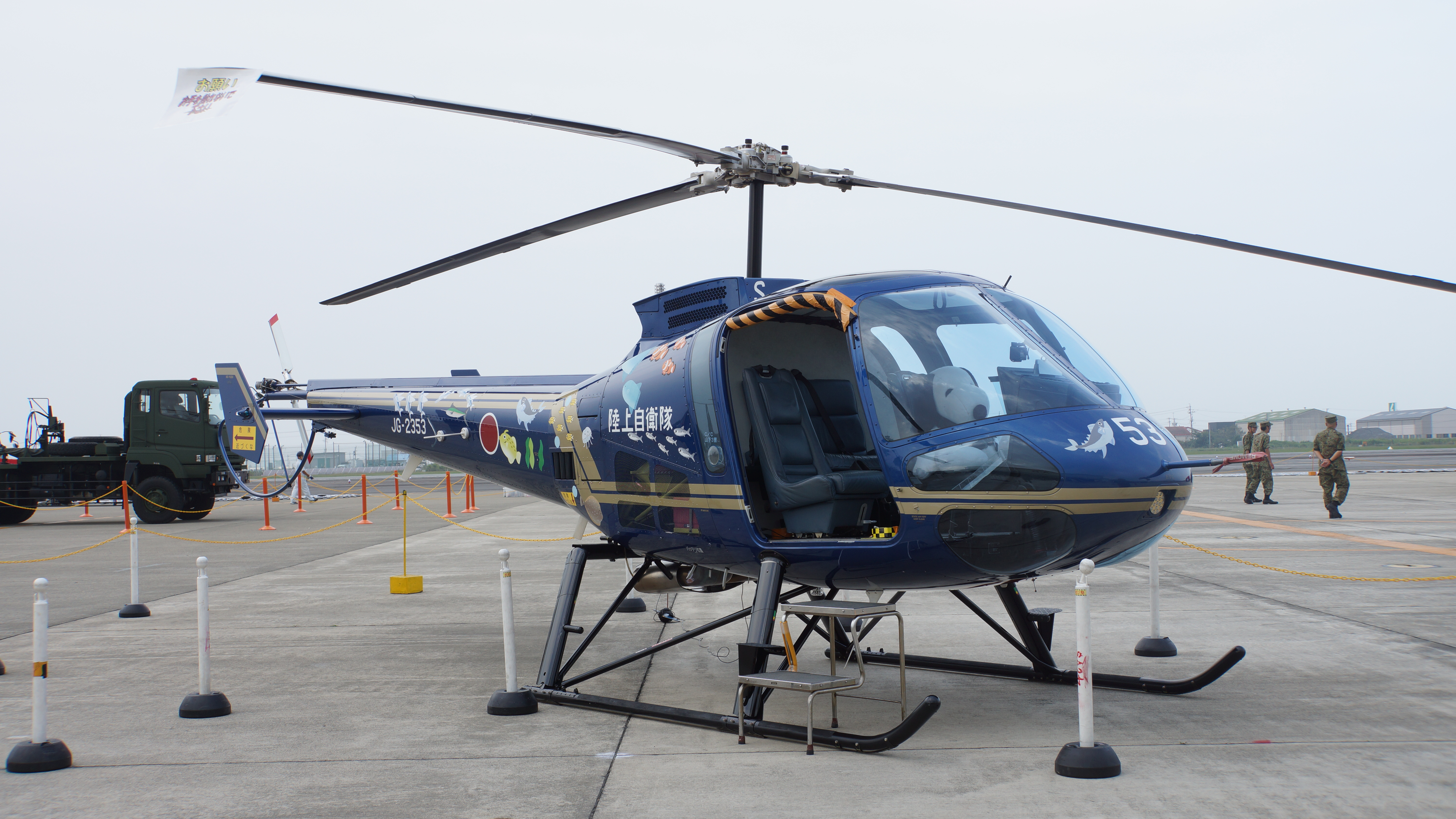
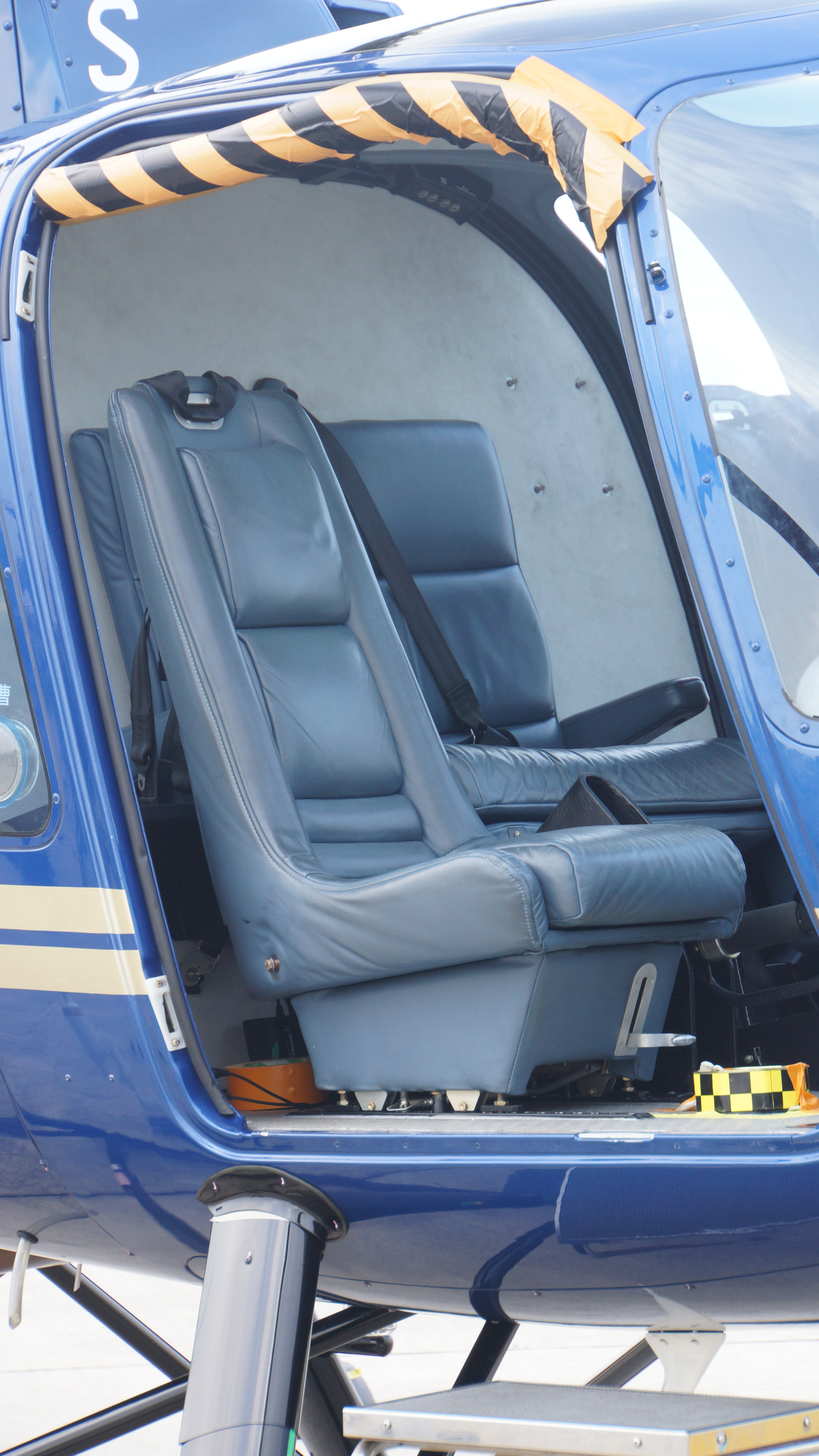
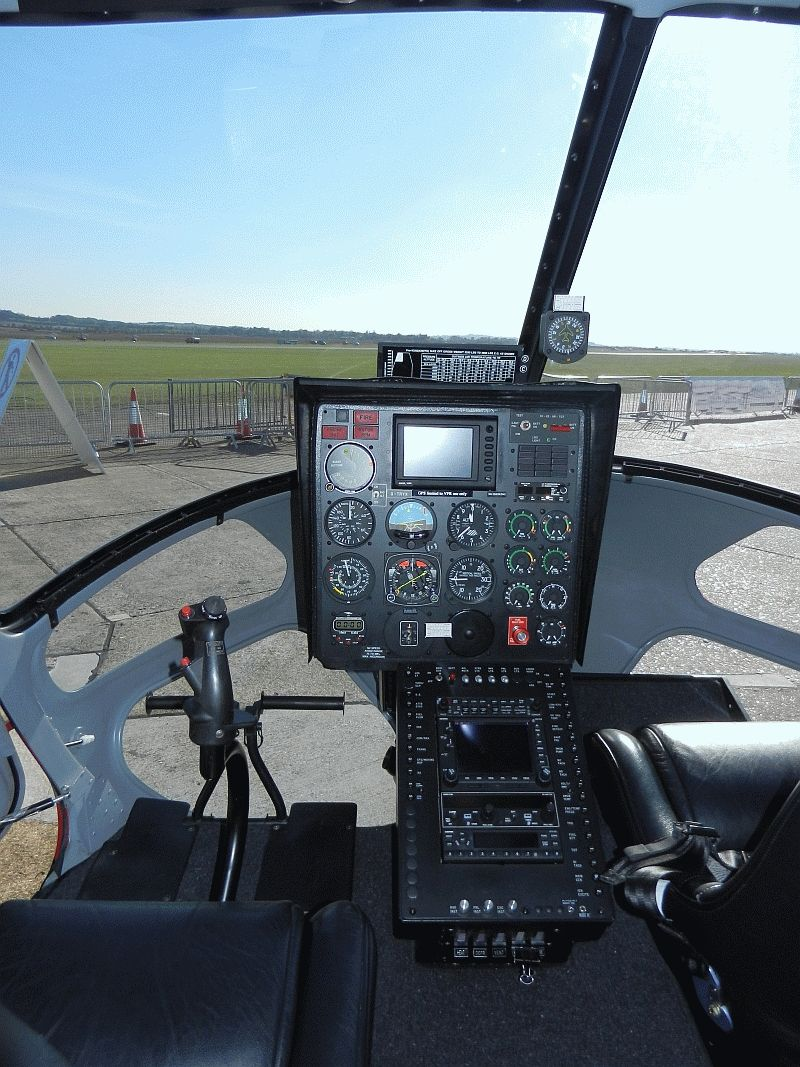
Кабіна Enstrom 480
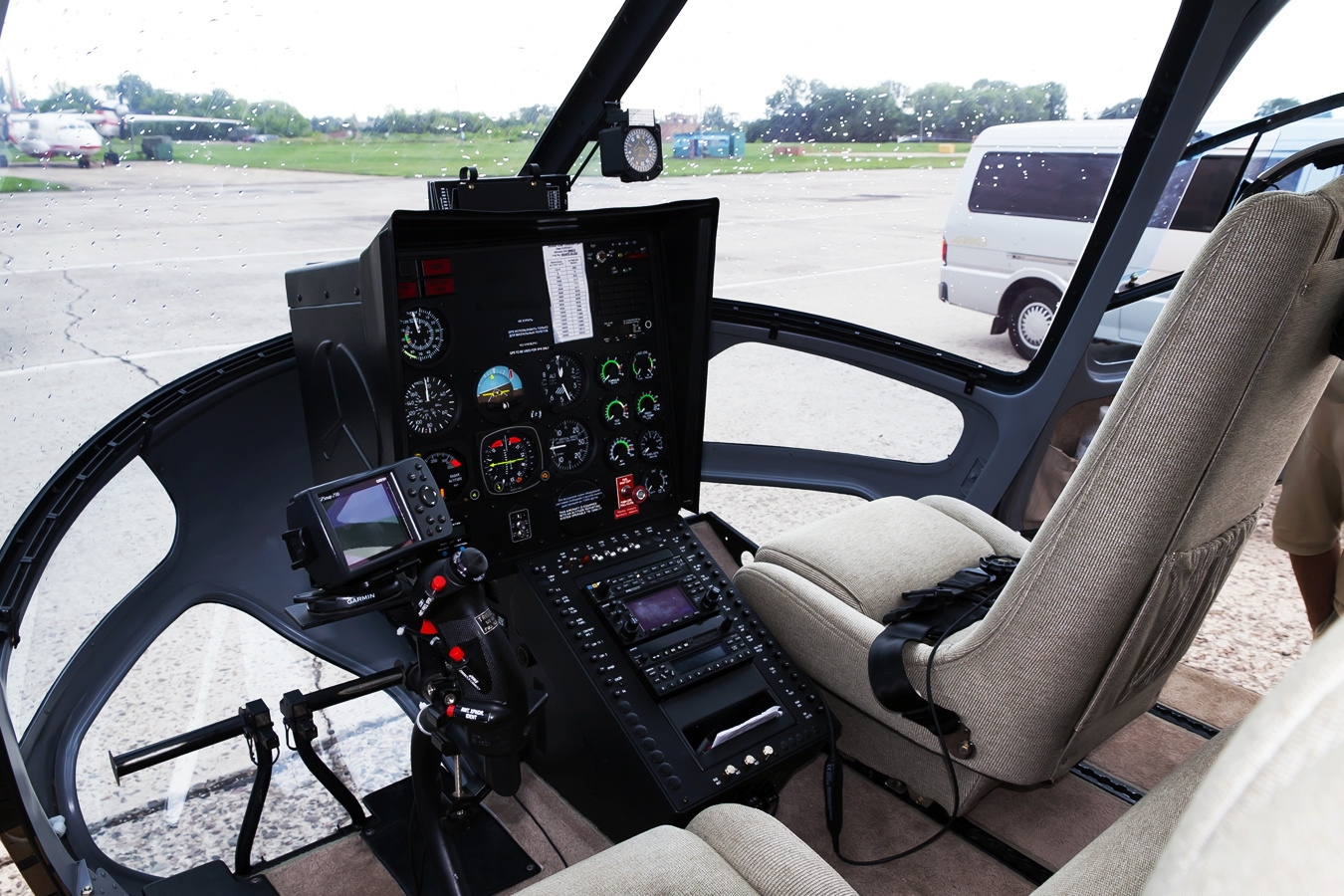

## Модифікації

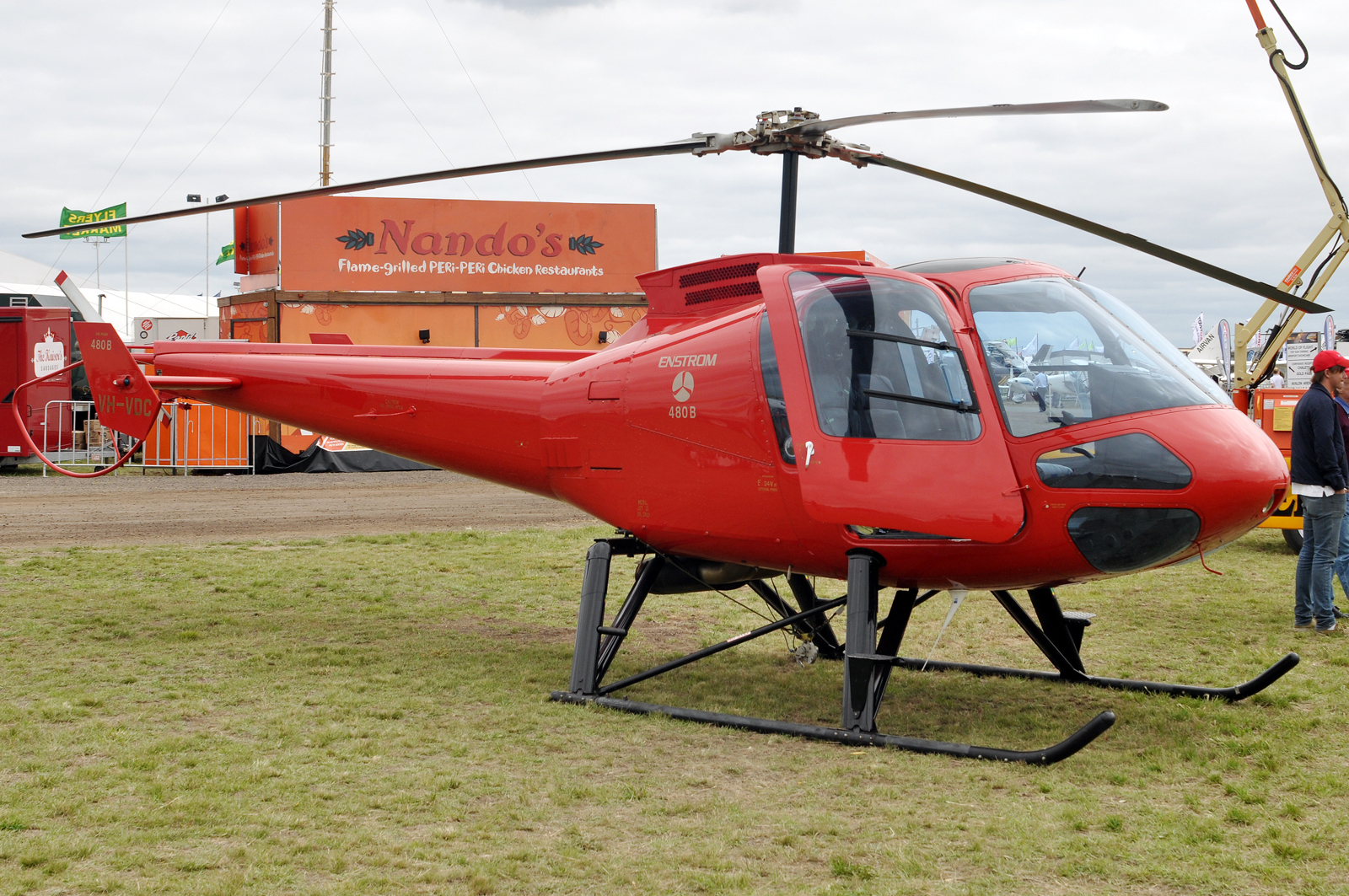
Enstrom 480B, модифікація з посиленою трансмісією

- 480 — базова модифікація.
- 480 B — з посиленою трансмісією.
- 480B Guardian — поліційний варіант з відеокамерами та прожектором.
- TH-28 Eagle — навчально-тренувальна варіант для Армії США.

Військова модифікація TH-28 Eagle брала участь в конкурсі NTH (New Training Helicopter) Армії США, але програла гелікоптеру Bell TH-67. Ця модифікація відрізняється від базової кабіною більшої місткості, несучим гвинтом збільшеного діаметру, новим хвостовим оперенням та використанням турбованого двигуна. TH-28 здійснив перший політ 7 жовтня 1989 року, а сертифікат був отриманий у вересні 1992 року. Чотири таких гелікоптери брали участь в 1500-годинній програмі військових випробувань. Призначений для навчання та патрулювання. Модифікація TH-28 відрізняється від базової кількома рішеннями, які властиві військовим гелікоптерам, таким як захищені паливні баки та сидіння екіпажу. 
Модифікація 480B була сертифікована у лютому 2001 року, має посилену трансмісію, яка дозволила підвищити комфортність гелікоптера. Инша модифікація 480B Guardian призначена для правоохоронних органів. оснащена пошуковим прожектором та відеокамерою у носовій частині.

## Оператори
- Чехія[1]
- Екваторіальна Гвінея[2]
- Індонезія[3]
- Японія[4]
- Таїланд[5]
- Венесуела

Колишні оператори
- Естонія (Поліцейсько-прикордонна служба Естонії)[6]
- Канада